# Aethianoplis fulgens
Aethianoplis fulgens är en stekelart som först beskrevs av Per Abraham Roman 1910.  Aethianoplis fulgens ingår i släktet Aethianoplis och familjen brokparasitsteklar. Inga underarter finns listade i Catalogue of Life.